# Torquato Baglioni
Torquato Baglioni (Castelfiorentino, 14 maggio 1895 – 4 agosto 1968) è stato un politico italiano.